# 7,5 cm FK 18
El Feldkanone 18 de 7,5 cm (7,5 cm FK 18) fue un cañón de campaña utilizado por Alemania en la Segunda Guerra Mundial. Fue diseñado para reemplazar al 7,5 cm FK 16 nA, que era un FK 16 de 7,7 cm de la era de la Primera Guerra Mundial, que se adaptó a 75 mm a principios de los años 1930. El desarrollo del FK 18 tuvo una prioridad baja y hasta 1938 no fue entegado al Heer.

## Diseño
El FK 18 era significativamente más liviano que el cañón anterior, pero por lo demás no era un arma impresionante. Utilizaba un moderno afuste de pista dividida, con la sección trasera y las palas plegables hacia arriba para el desplazamiento. Utilizaba el típico sistema alemán de retroceso  en el que el amortiguador hidráulico estaba alojado en la cuna debajo del cañón y el recuperador hidroneumático en un cilindro por encima del cañón. Por alguna razón, el FK 18 era inusualmente propenso a sufrir daños por los restos del cartucho y el cañón tuvo que ser inspeccionado después de cada disparo para asegurarse de que estaba limpio.